# Florence Sitruk
Florence Sitruk (Heidelberg, 1974. –) francia–német származású hárfaművész és zenetanár.

## Élete
Hatéves korában kezdett hárfázni a Winterthuri Konzervatóriumban, első koncertjét hárfán két évvel később adta. Tizenkét éves korában a Stuttgarti Konzervatórium hallgatója lett. Tizenhét évesen a Strasbourgi Konzervatóriumban folytatta tanulmányait, majd a világhírű hárfaiskolában, a Conservatoire Supérieur de Paris-ban. Közben párhuzamosan zenetudományt és filozófiát is hallgatott a Freiburgi Egyetemen. Ezekben az években Marielle Nordmann párizsi hárfaművész és hárfatanár, valamint Robert Hill csembalótanár, a régi zene szakértője volt a legnagyobb hatással rá. Később a Bloomingtonban működő Indiana Állami Egyetem zenei fakultására, a Jacobs School of Music-ba is felvételt nyert, ahol Susann McDonald hárfás és Sebők György zongorista tanította. Sebők megjósolta, hogy egyszer „az egyik legfinomabb művész lesz a maga területén”. Sebőkön kívül Kurtág György és Rados Ferenc mesterkurzusain is részt vett, akik szintén döntő hatást gyakoroltak a fejlődésére.
Mindössze huszonhat éves volt, amikor vendégprofesszorként kinevezést kapott Vilniusban a Litván Zeneakadémián. Genfben a Zeneművészeti Egyetemen a legfiatalabb professzorként kezdett tanítani 2005-ben. 2008-ban Japánban, a Tokiói Technika Egyetemen nevezték ki tanárnak. A Krakkói Zeneakadémián 2014 óta oktat vendégprofesszorként, itt Isabelle Perrin helyét vette át.
Az egyik alapítója volt 2008-ban a teignmouth-i Elias Parish Alvars Hárfafesztiválnak. 2010 óta a művészeti vezetője egy svájci kortárs kamarazenei fesztiválnak. 2013-ban a Nemzetközi Izraeli Hárfaverseny művészeti vezetője lett, 2016-ban pedig a 10. Amerikai Nemzetközi Hárfaverseny zsűrijébe választották.
Mind szólistaként, mind zenekari hárfásként sokat szerepel. Első jelentősebb koncertjét 15 évesen adta a Végh Sándor dirigálta Camerata Academica Salzburg együttesével. Rendszeresen fellép a Lucerne Festival Strings, a Stuttgart Chamber Orchestra, a Dresden Philharmonic, a Freiburg Baroque Soloists, a Lithuanian Philharmonic, a St. Christopher Chamber Orchestra, a Neusser Kammerakademie, a Deutsche Symphonie-Orchester Berlin és a Berlin Philharmonic zenekarokkal. Szinte az egész világon koncertezett már, olyan országokban és helyeken is, mint Észtország, Marokkó, Ausztrália és Ázsia. Világpremiereken Ami Maayani, Kurtág György, Farkas Ferenc, Robert HP Platz és más szerzők darabjait játszotta. Kamarazenészként szívesen játszik együtt a Ciurlionis vezette Vilnius Vonósnégyessel, továbbá Rachel Harnisch szopránnal, Stella Dufexis mezzoszopránnal és Bodoky Gergely fuvolással.
2012-ben mesterkurzust tartott Magyarországon, majd „Hommage à György Sebők: 90th anniversary of the world-famous pianist and pedagogue” címmel koncertet adott. 2013-ban ismét koncertet adott Magyarországon. 2016-tól Krakkóban tanítványa Nizalowski Fanni magyar hárfás, a Passed együttes tagja, a HarpPost blog egyik alapítója, így a blog többször is írt róla.
2017. augusztus 1-jétől a világ legnagyobb hárfás tanszékének professzora a Jacobs School of Music-ban Susann McDonald utódjaként. Ugyanebben az évben a Passed tagjai interjút készítettek vele a 13. Hárfa Világkongresszuson, Hongkongban, majd 2019-ben Krakkóban is.
Három gyermek, egy kislány és két ikerfiú édesanyja.

## Publikáció
- Florence Sitruk: Sokféle út vezet a Paradicsomba HarpPost blog